# Яковенко Віктор Антонович
Віктор Антонович Яковенко (1927 — ?) — український радянський діяч, новатор виробництва, шахтар, вибійник шахти імені ХХІІ з'їзду КПРС тресту «Кадіїввугілля» Луганської області. Депутат Верховної Ради УРСР 6-го скликання (з 1964 року).

## Біографія
На 1960-і роки — вибійник шахти імені ХХІІ з'їзду КПРС тресту «Кадіїввугілля» Луганської області.

## Нагороди
- ордени
- медалі